# Ferulago sylvatica
Ferulago sylvatica là một loài thực vật có hoa trong họ Hoa tán. Loài này được (Besser) Rchb. mô tả khoa học đầu tiên năm 1826.